# VY Canis Majoris
Désignations
VY Canis Majoris (VY CMa) est une étoile de type hypergéante ou supergéante rouge située à environ 1,2 kpc (∼3 910 al), de la Terre dans la constellation du Grand Chien. C'est l'une des plus grandes étoiles connues (1 420 rayons solaires), ainsi que l'une des supergéantes rouges les plus lumineuses et les plus massives.

## Historique

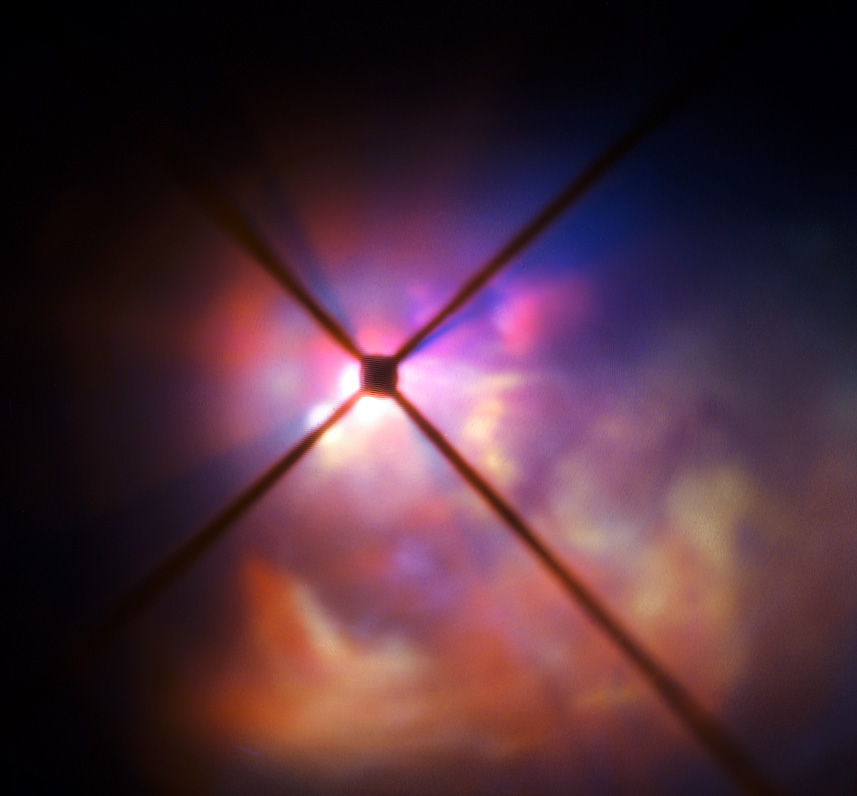
Image du nuage moléculaire environnant VY Canis Majoris (Très Grand Télescope de l'Observatoire européen austral)

L'étoile est d'abord cataloguée d'une magnitude apparente de 7, le 7 mars 1801 par l'astronome français Joseph Jérôme Lefrançois de Lalande. On lui a attribué la désignation d'étoile variable VY Canis Majoris en 1939, en tant que 43e étoile variable de la constellation du Grand Chien.
Sa magnitude apparente faible et variable est estimée à 7,9607, donc bien plus près de 8 que de 7. La variation de luminosité de l'étoile fera soupçonner longtemps la présence de compagnons. Des observations visuelles de 1957, confirmées par des images à haute résolution en 1998, excluent cette hypothèse.

## Taille

Le Soleil comparé à VY Canis Majoris.

Des mesures directes de la taille de VY Canis Majoris aux longueurs d'onde infrarouges ont donné des valeurs de plus de 3 000 fois le rayon solaire (4 milliards de km), ce qui dépasse les limites de la théorie stellaire. Mais en 2006, dans une étude non publiée, le Pr Roberta M. Humphreys de l'université du Minnesota estime que la taille de l'étoile sous-jacente est probablement inférieure : elle envisage que son rayon est plutôt entre 1 800 et 2 200 fois celui du Soleil. Si elle remplaçait le Soleil, qui ne fait que 1 392 684 km de diamètre, VY Canis Majoris engloberait l'orbite de Saturne, 
D'autres chercheurs, tels Philip Massey, Emily Levesque, Bertrand Plez et Knut A. G. Olsen, pensent que l'étoile serait plutôt une supergéante rouge d'environ 600 fois le rayon solaire, ce qui l'inclurait dans les modèles de structure et d'évolution des étoiles,.